# Bouteldja
Bouteldja (arabisch بوثلجة) ist eine algerische Gemeinde in der Provinz El Tarf mit 15.275 Einwohnern. (Stand: 1998)

## Geographie
Bouteldja befindet sich westlich der tunesischen Grenze. Umgeben wird die Gemeinde von Berrihane im Norden, von El Taref im Osten und von Zitouna im Süden.

## Persönlichkeiten
- Chadli Bendjedid (1929–2012), Präsident von Algerien 1979–1992